# Джеймс Грегъри
Джеймс Грегъри (на английски: James Gregory) е шотландски математик и физик. Той изобретява първия рефлекторен телескоп и е сред предшествениците на съвременния математически анализ.

## Биография
Джеймс Грегъри е роден през 1638 г. в Дръмоук, село в Абърдийншър. Преподава в Университета на Сейнт Андрюс и в Единбургския университет.
През 1663 г. Грегъри публикува „Optica Promota“, в която описва рефлекторния телескоп. Предложеният модел привлича вниманието на Робърт Хук, който прави първия прототип, както и на Исак Нютон, който малко по-късно прави модифициран вариант на рефлекторен телескоп. Телескопът на Грегъри е първият практически реализиран рефлекторен телескоп, който остава стандартен уред за наблюдение през следващия век и половина.
През 1667 г. Джеймс Грегъри издава „Vera Circuli et Hyperbolae Quadratura“, в която демонстрира как площите, ограничени от окръжност и хипербола, могат да бъдат изчислени с помощта на безкрайни сходящи редове. Той става един от първите математици, описали идеята за трансцендентни числа. Книгата включва и първото доказателство на фундаменталната теорема на анализа, както и първото използване на редове на Тейлър.